# Zsaluzat
A zsaluzat az építőiparban az öntött épületszerkezetekhez használt öntőforma, amely készülhet fából, műanyagból, fémből, esetleg szőtt, font favesszőkből, szálas anyagokból. A művelet neve zsaluzás. Leggyakrabban beton és vasbetonszerkezetek készítésekor alkalmazzák.
A zsaluzat felül vízszintes elemekből (deszkázat vagy fémlemezek, gerendák) áll, amelyeket függőleges és/vagy ferde támasztó elemek (merevítések, dúcok, oszlopok) tartanak. Alul palló-alátét, vagy dobozszerű kialakítás esetén alsó deszkázat vagy lemez lehet. Az elemek illesztését fazsaluzat esetén hevederekkel, ácskapcsokkal, szegekkel, ékekkel stb. oldják meg. A fém zsaluzat hegesztett és/vagy csavarozott.
A zsaluzatnak képesnek kell lennie arra, hogy a rá nehezedő terheket szerkezeti elemei mérettűrésén belül kismértékű alakváltozással elviselje (rugalmas alakváltozással) és kizsaluzás után sima felületet kell adnia. A kizsaluzási idő függ az öntőanyag típusától és az időjárási feltételektől. A zsalu elkészítéséhez és a kizsaluzáshoz szükséges előírásokat a zsaluzási terv („zsaluprojekt”) tartalmazza.

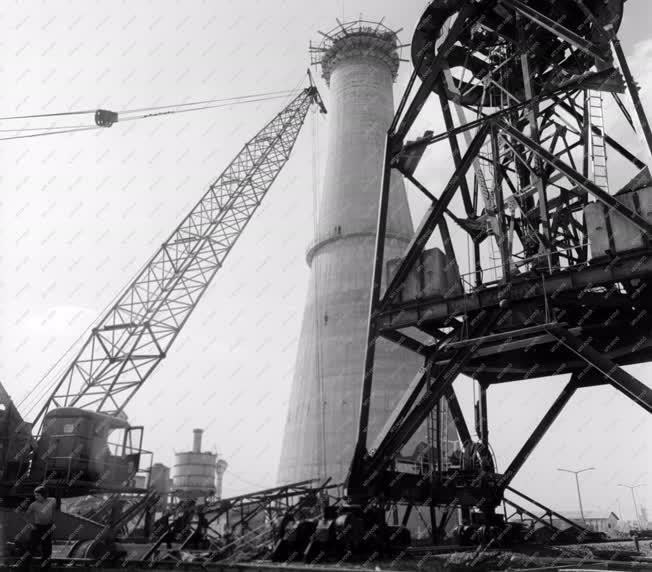
Épül a Tiszai Hőerőmű 250 méteres kéménye csúszózsaluzattal Leninváros határában, 1974. szeptember 17-én

## Zsaluzatfajták

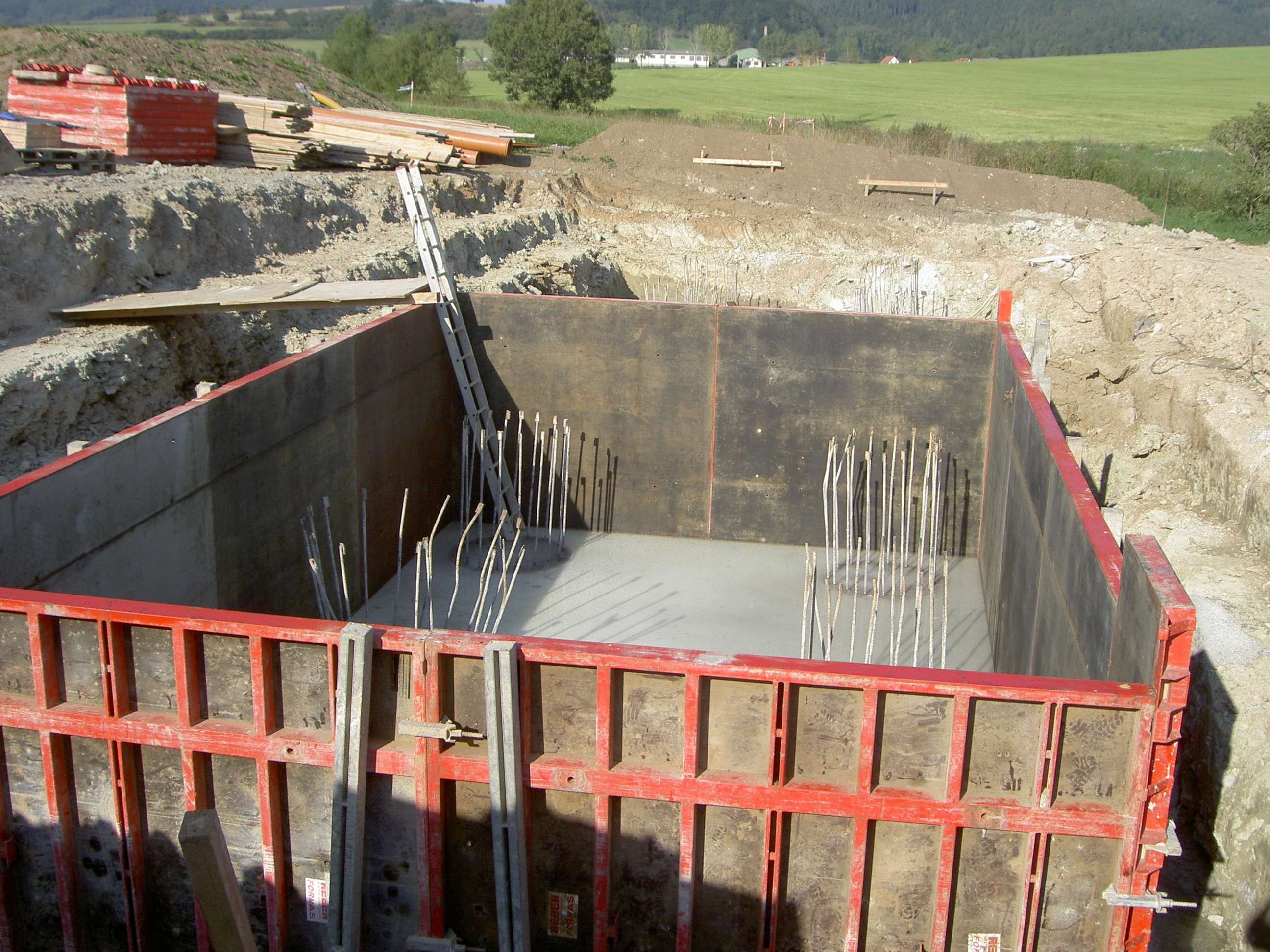
Alapozáshoz használt, moduláris acélszerkezetű zsaluzat

Amint már említettük, anyaga szerint a zsalu lehet fa- vagy fémzsaluzat.
Technológia szerint lehet:
- Hagyományos zsaluzatok: A hagyományos zsaluzatok ideiglenes szerkezetek, melyeket a beton megszilárdulása után eltávolítanak. A zsalutáblákat (vagy azok alkotóelemeit) típustól függően újra felhasználják. A zsaluzatoknak több különböző típusa létezik:
  - Hagyományos fa zsaluzatok: A zsaluzat a helyszínen készül különböző faelemekből (oszlopok, gerendák, merevítők, szelemenek, deszkák) ácsmunkával. Elkészítésük szaktudást igényel és időigényes. Mivel egyedileg készülnek ezért ez a legkötetlenebb rendszer, viszont emiatt újrafelhasználása korlátozott, leggyakrabban a szerkezeti elemek bontás utáni újrafelhasználására korlátozódik. Magyarországon csak kisebb munkáknál, hézagpótlásoknál, illetve különleges alakú betonszerkezetek készítésénél használják. Külföldön azon országokban használják, ahol a faanyag, és a helyszíni munka költsége alacsonyabb mint az előregyártott rendszerek bérlése, és szerelése.
  - Előregyártott zsalurendszerek: A zsaluzat előregyártott elemekből modulárisan épül fel (lásd a képen). A zsaluzat két fő egysége a zsalutábla (a betonszerkezet megfelelő alakját és felületét hivatott biztosítani), illetve gyakran a táblákat megtámasztó szerkezet. A zsalutáblák váza az esetek döntő többségében fa, acél vagy alumínium, újrahasznosítása gyakorlatilag korlátlanul lehetséges. Betonnal érintkező hasznos felülete pedig a szükséges felületképzésnek megfelelő (sima, mintázott) burkolat, újrahasználhatóságát a hasznos felület anyaga (Fa, alumínium, acél kompozit, műanyag) és a kívánt felület minősége (normál beton, látszóbeton[1]) határozza meg. Az ilyen rendszereknek a szerelési és életciklus költsége alacsonyabb mit a hagyományos zsaluzatoké, éppen ezért elterjedtebbek.
- Bennmaradó zsaluzat: A zsaluzatot a beton megszilárdulása után nem távolítják el. ebből két fajtát tudunk megkülönböztetni:

- Hagyományos bennmaradó zsaluzat: A zsaluzatot technológiai, vagy költségvetési megfontolások alapján nem távolítják el a beton megszilárdulása után, az a szerkezet teherviselésében nem játszik szerepet.
- Teherviselő bennmaradó zsaluzat: A zsaluzat olyan anyagból készül (Pl. előregyártott vasbeton, acél) és olyan kialakítású, mely a kiöntendő betonszerkezettel együtt tud dolgozni, így annak teherviselési képességét jelentősen növeli. A teljes teherbírást a zsaluelem, és a betonszerkezet együttes teljesítménye adja.
- Hőszigetelő zsaluzat: A zsaluzati rendszer hőszigetelő anyagból (polisztirol, poliuretán, stb.), jellemzően tégla méretű blokkokból készül, melyekből "legószerűen" felépítik a kívánt zsaluzatot. A blokkok kialakítása általában többcélú. A külső vastagabb réteg az épület későbbi hőszigetelését biztosítja, a belső üregbe töltött beton tartószerkezeti funkciókat lát el, a belső vékonyabb réteg pedig helyet biztosít a vezetékeknek. Jellemzően passzívházaknál használják az így épített szerkezet jó hőtechnikai tulajdonságának köszönhetően.

- Kúszó zsaluzat: Olyan kialakítású zsaluzat, mellyel lineáris jellegű betonszerkezeteket lehet kivitelezni (Pl. Kémények, hídpillérek, magas falazatok, stb.) A technológia lényege, hogy a zsaluzatot szakaszosan tolják előre és az előző munkafázisban elkészített betonszerkezethez rögzítik. Miután kibetonozzák az adott munkafázist, annak megszilárdulása után a zsaluzatot feljebb kúsztatják, majd az újonnan  megszilárdult szerkezethez rögzítik. A technológia előnye, hogy a zsaluzatnak nem kell külön tartószerkezetet építeni, ezt a feladatot az épülő szerkezet látja el.
- Csúszó zsaluzat: A technológia a kúszózsaluzattal hasonló módon működik, az eltérés abban van, hogy a csúszó zsaluzatnál a zsaluzat mozgatása nem szakaszosan, hanem folyamatos "csúszással" történik. A zsaluzat méretét és csúszási sebességét a betonszilárdulás sebességétől függően választják meg úgy, hogy a beton biztosan megszilárduljon addigra, mire a zsaluzat alja elhagyja.

## Zsaluzási terv
A zsaluzási terv a betonszerkezetek elkészítésének nélkülözhetetlen eleme. Az építőmesterek/zsaluzóácsok e tervek alapján helyezik el a zsalutáblákat a megfelelő pozícióba, ezáltal meghatározva az épülő szerkezet végleges alakját. A zsaluzási terveket minden esetben a kiviteli tervcsomag tartalmazza amely alapján az épületet felépítik. Előregyártott vasbeton-szerkezeteknél ezeken a terveken felül gyártmány szintű zsaluzási terveket is készíteni kell mely az előregyártásból adódó specialitásokat is feltünteti (Pl. Emelőkampók, rögzítőszerelvények pozíciója, daruzási tömeg, stb)
A zsaluzási terveknek a látszóbeton felületek tervezésénél különösen fontos szerepe van, mert a zsaluzás minősége és pozíciója nagy mértékben befolyásolja a látszóbeton-felület minőségét. Így a zsaluzási tervnek többek között tartalmaznia kell a pontos elhelyezést és zsalukiosztást, a táblaméreteket, a zsaluzóanyagok minőségét, a merevítések helyét és típusát, a munkahézagok kialakítását, a negatív-pozitív sarkok és élek megoldását, a beton bejuttatásának és bedolgozásának technológiáját, a zsaluleválasztó anyagra vonatkozó előírásokat stb.
A zsaluzási terv és zsaluzási, kizsaluzási munkák során alkalmazandó előírások:
- MÉASZ ME-04.19:1995: „Beton és Vasbeton készítése, látszóbetonok”, Magyar Építőanyagipari Szövetség, 1995.